# Mika Beuster
Mika Beuster (* 1978 in Lahn-Gießen) ist ein deutscher Journalist und Chef-Themenreporter bei der VRM Mittelhessen in Wetzlar. Seit 6. November 2023 ist er Bundesvorsitzender des Deutschen Journalisten-Verbandes (DJV).

## Leben
Mika Beuster hat ein Volontariat bei der Zeitungsgruppe Lahn-Dill absolviert, mit Ausbildungsstationen bei BILD und dem HIT RADIO FFH. Danach war Beuster zunächst Nachrichtenredakteur in der Mantelredaktion der Wetzlarer Neuen Zeitung, dann Wirtschaftsredakteur. Ab 2019 war er als Reporterchef Redaktionsleiter des Weilburger Tageblatts, danach Digitalchef zusätzlich bei der Nassauischen Neuen Presse. Seit 2023 ist er Themen-Chefreporter bei der VRM Wetzlar.
2017 wurde er zum Vorsitzenden des Bezirksverbands Lahn-Dill des DJV Hessen gewählt und im selben Jahr Beisitzer im Landesvorstand. 2019 in Berlin wurde er in den geschäftsführenden Bundesvorstand gewählt, in Bochum 2021 zum stellvertretenden Bundesvorsitzenden. Auf dem Bundesverbandstag in Magdeburg 2023 wurde Beuster zum Nachfolger von Frank Überall als Vorsitzender der Journalistengewerkschaft gewählt.

## Positionen
Bei einem Fachgespräch zur internationalen Pressefreiheit im Ausschuss für Kultur und Medien des Deutschen Bundestags forderte Beuster am 10. Mai 2023 besseren Schutz von Journalisten vor Angriffen und missbräuchlichen Klagen durch Behörden. Um die Glaubwürdigkeit von Journalismus zu schützen, fordert er eine verpflichtende Kennzeichnung beim Einsatz von Künstlicher Intelligenz im journalistischen Umfeld. Die Ermittlungen der Justiz gegen den Reporter Joachim Schaefer nach dessen Berichterstattung einer AfD-Veranstaltung in Hessen kritisierte er als „brandgefährliche“ Versuche, die Pressefreiheit zu unterhöhlen.

## Publikationen
Für das Thema Medienkompetenz hat er zusammen mit Babett Kurzius-Beuster der Medienführerschein: Sicher im Netz (Persen Verlag i.d. AAP., ISBN 978-3-403-20878-5) für den Einsatz in Grundschulen geschrieben sowie Apps im Unterricht sinnvoll einsetzen (Persen Verlag i.d. AAP., ISBN 978-3-403-20771-9).